# Venlose Voetbal Vereniging Venlo 2007-2008
Questa voce raccoglie le informazioni riguardanti il Venlose Voetbal Vereniging Venlo nelle competizioni ufficiali della stagione 2007-2008.

## Rosa
Fonte:
| N. |                        | Ruolo | Calciatore        |
| -- | ---------------------- | ----- | ----------------- |
|    | Belgio (bandiera)      | P     | Kevin Begois      |
|    | Paesi Bassi (bandiera) | P     | Raymond van Driel |
|    | Paesi Bassi (bandiera) | P     | Danny Wintjens    |
|    | Belgio (bandiera)      | D     | Siebe Blondelle   |
|    | Paesi Bassi (bandiera) | D     | Ferry de Regt     |
|    | Paesi Bassi (bandiera) | D     | Niels Fleuren     |
|    | Paesi Bassi (bandiera) | D     | Peter Reekers     |
|    | Paesi Bassi (bandiera) | D     | Michael Timisela  |
|    | Paesi Bassi (bandiera) | D     | Sjors Verdellen   |
|    | Paesi Bassi (bandiera) | D     | Robert Willemse   |
|    | Paesi Bassi (bandiera) | C     | Adil Auassar      |
|    | Giappone (bandiera)    | C     | Keisuke Honda     |
|    | Paesi Bassi (bandiera) | C     | Robin Janssen     |

| N. |                             | Ruolo | Calciatore         |
| -- | --------------------------- | ----- | ------------------ |
|    | Paesi Bassi (bandiera)      | C     | Peter Jungschläger |
|    | Paesi Bassi (bandiera)      | C     | Ekrem Kahya        |
|    | Belgio (bandiera)           | C     | Ken Leemans        |
|    | Paesi Bassi (bandiera)      | C     | Edwin Linssen      |
|    | RD del Congo (bandiera)     | C     | Mike Mampuya       |
|    | Paesi Bassi (bandiera)      | A     | Nordin Amrabat     |
|    | Paesi Bassi (bandiera)      | A     | Sandro Calabro     |
|    | Paesi Bassi (bandiera)      | A     | Samir el Gaaouiri  |
|    | Antille Olandesi (bandiera) | A     | Leon Kantelberg    |
|    | Paesi Bassi (bandiera)      | A     | Rachid Ofrany      |
|    | Paesi Bassi (bandiera)      | A     | Jason Oost         |
|    | Algeria (bandiera)          | A     | Karim Soltani      |
|    | Paesi Bassi (bandiera)      | A     | Rick Verbeek       |